# Misión anglosajona
Los misioneros anglosajones fueron decisivos en la expansión del cristianismo en el Imperio Franco durante el siglo VIII, continuando la labor de la misión hiberno-escocesa anterior, que había sido difundir el llamado cristianismo celta en todo el Imperio Franco, así como en Escocia y la Inglaterra anglosajona durante el siglo VI. Entre los misioneros anglosajones destacan los santos Wilfrid, Willibrord de Utrecht, Willehad, Lebuin, Ludgero, Ewald y Suidbert.
La misión anglosajona comenzó en la última década del siglo VII en Frisia donde se instó a los monjes a viajar como misioneros a la Europa continental, como habían llegado sus antepasados: "Tener lástima de ellos, porque ellos mismos dicen ahora, 'somos de la misma sangre y huesos que vosotros'". Las misiones, que ocuparon gran parte de la energía e iniciativa de la Iglesia de Inglaterra, se extendió hacia el sur y el este. Casi de inmediato los misioneros anglosajones entraron en contacto con los Pipínidas, la nueva dinastía dominante en los territorios francos. El primer monasterio fundado por anglosajones en el continente fue la abadía de Echternach, de Willibrord de Utrecht (698), fundada en una villa que se le fue concedida por una hija de Dagoberto II. Pipino II, que deseaban extender su influencia en los Países Bajos, otorgó paso libre a Roma a Willibrord para ser consagrado obispo de Frisia; Norman F. Cantor destaca este hecho como el primer proyecto conjunto entre carolingios y el papado: "establecer el patrón para su asociación cada vez más decisiva en la primera mitad del siglo VIII como resultado de su apoyo a los esfuerzos conjuntos de los misioneros anglosajones".

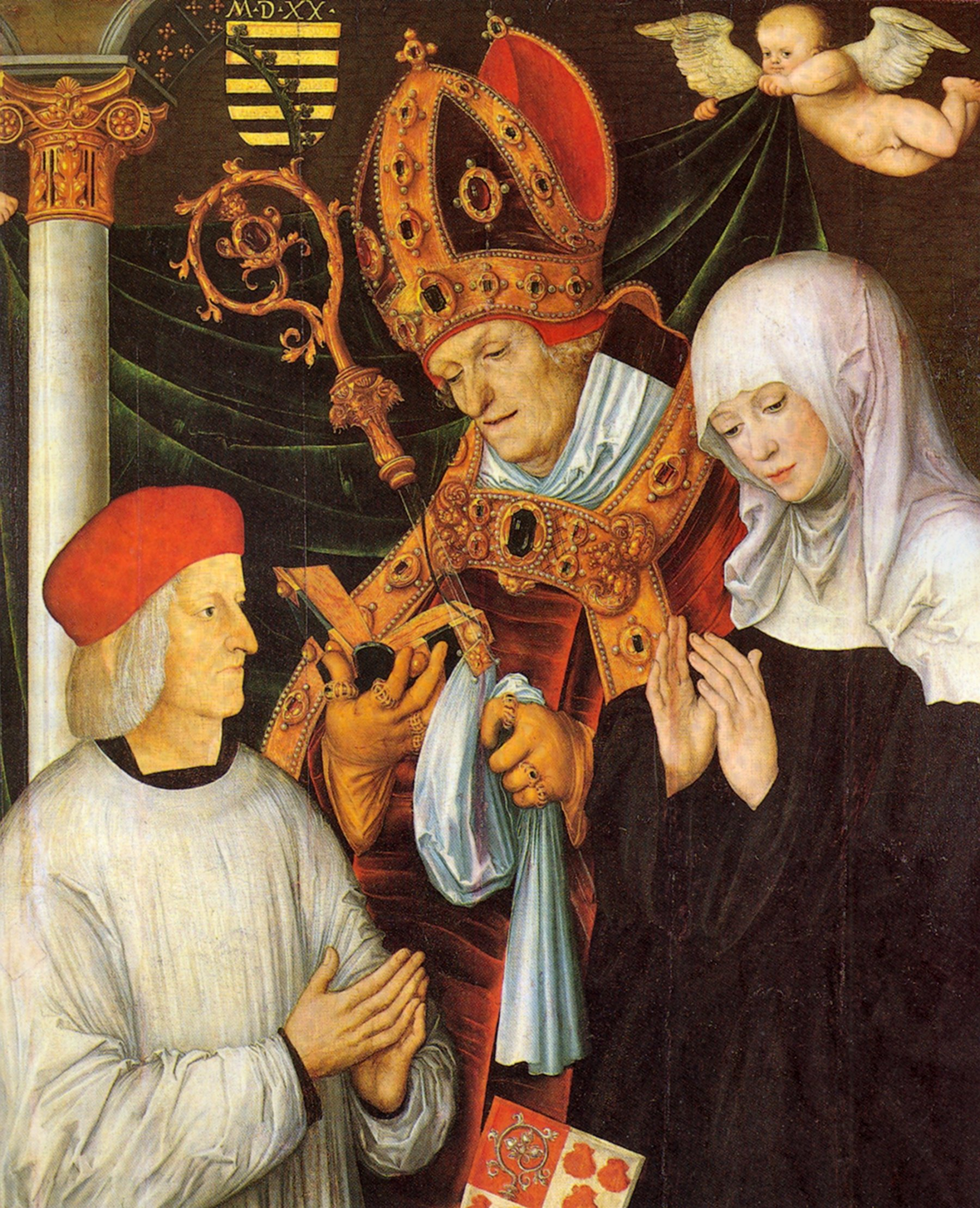
Cuadro que representa a Gabriel von Eyb, obispo de Eichstätt, san Willibald y santa Walburga, por Lucas Cranach el Viejo

San Bonifacio, que estuvo activo en el área de Fulda (moderna Hesse), estableció o restableció los obispados de Érfurt, Wurzburgo, Büraburg, así como Eichstätt, Ratisbona, Augsburgo, Frisinga, Passau y Salzburgo (739). Santa Walburga y los hermanos san Willibaldo y san Winibald asistieron en sus tareas a Bonifacio. Willibald fundó el monasterio de Heidenheim.
Las actividades misioneras de los anglosajones continuaron en la década del 770 y durante el reinado de Carlomagno, el anglosajón Alcuino de York desempeñó un papel importante en el Renacimiento carolingio. Hacia el año 800, el Imperio Carolingio fue esencialmente cristianizado y la actividad misionera se expandió hacia Escandinavia y el Báltico, coordinada directamente desde el Sacro Imperio Romano Germánico, en lugar de hacerlo desde Inglaterra.
Según J. R. R. Tolkien, la misión anglosajona es "una de las glorias de Inglaterra" y "una de nuestras grandes contribuciones a la cultura de Europa, teniendo en cuenta toda nuestra historia".